# Kenji Tanaka
Kenji Tanaka (田中 賢治 Tanaka Kenji?, nacido el 13 de diciembre de 1983 en Saga) es un futbolista japonés que se desempeña como guardameta.

## Trayectoria

### Clubes
| Club               | País  | Año         |
| ------------------ | ----- | ----------- |
| Omiya Ardija       | Japón | 2004 - 2005 |
| Sagan Tosu         | Japón | 2006        |
| FC Ganju Iwate     | Japón | 2006 - 2007 |
| FC Machida Zelvia  | Japón | 2008        |
| Arte Takasaki      | Japón | 2009        |
| Zweigen Kanazawa   | Japón | 2010 - 2011 |
| AC Nagano Parceiro | Japón | 2012        |
| FC Ryukyu          | Japón | 2013 - 2015 |
| Vanraure Hachinohe | Japón | 2016 - 2017 |

## Estadística de carrera

### J. League
| Club         | Año   | J. League | J. League | Copa J. League | Copa J. League | Total | Total |
| Club         | Año   | Part.     | Goles     | Part.          | Goles          | Part. | Goles |
| ------------ | ----- | --------- | --------- | -------------- | -------------- | ----- | ----- |
| Omiya Ardija | 2004  | 0         | 0         | -              | -              | 0     | 0     |
| Omiya Ardija | 2005  | 0         | 0         | 0              | 0              | 0     | 0     |
| Sagan Tosu   | 2006  | 3         | 0         | -              | -              | 3     | 0     |
| FC Ryukyu    | 2014  | 12        | 0         | -              | -              | 12    | 0     |
| FC Ryukyu    | 2015  | 3         | 0         | -              | -              | 3     | 0     |
| Total        | Total | 18        | 0         | 0              | 0              | 18    | 0     |